# Egil Malmsten
Egil Malmsten, född 16 november 1921 i Solna, död 15 november 2016 i Solna distrikt, var en svensk tecknare, grafiker, målare och konstskriftställare.

## Biografi
Han var son till formgivaren Carl Malmsten och ämnesläraren Siv Malmsten, född Munthe, samt dotterson till filologen Åke Munthe.
Egil Malmsten studerade vid Konstakademien i Stockholm 1942–1947. Han målade i såväl olja som akvarell. Hans verk, vilka är dels naturalistiska och dels rent abstrakta, finns på Moderna museet i Stockholm samt i Stockholms stads och Solna stads samlingar. Under en kort period på 1950-talet var Egil Malmsten politiskt verksam för Kommunisterna i Solna, bland annat som ledamot i stadsfullmäktige och dåvarande kulturnämnden.
Han gifte sig första gången 1944 med Birgitta Sorbon, dotter till hovfotografen David Sorbon och gymnastikdirektören Gerda Lundqvist. Hustrun formgav Birgittaskärmarna, olika lampskärmar med pressade växter. Egil Malmsten hade lampskärmarna som sitt huvudsakliga levebröd större delen av livet; numera tillverkas de av barnbarnet Vanja Sorbon Malmsten. På äldre dar gifte han sig med Ebba Rut Erica Cecilia Löwenhielm, född 1946. 
Egil Malmsten bodde i Malmsten-villan i Bergshamra till slutet av sitt liv. Han är begravd på Solna kyrkogård.